# Thonon Evian Grand Genève Football Club
El Thonon Evian Grand Genève Football Club és un club de futbol francès de les ciutats d'Evian-les-Bains, Thonon-les-Bains i Gaillard, a prop de la frontera suïssa. Va ser fundat el 2007 com a resultat de diverses fusions.

## Història

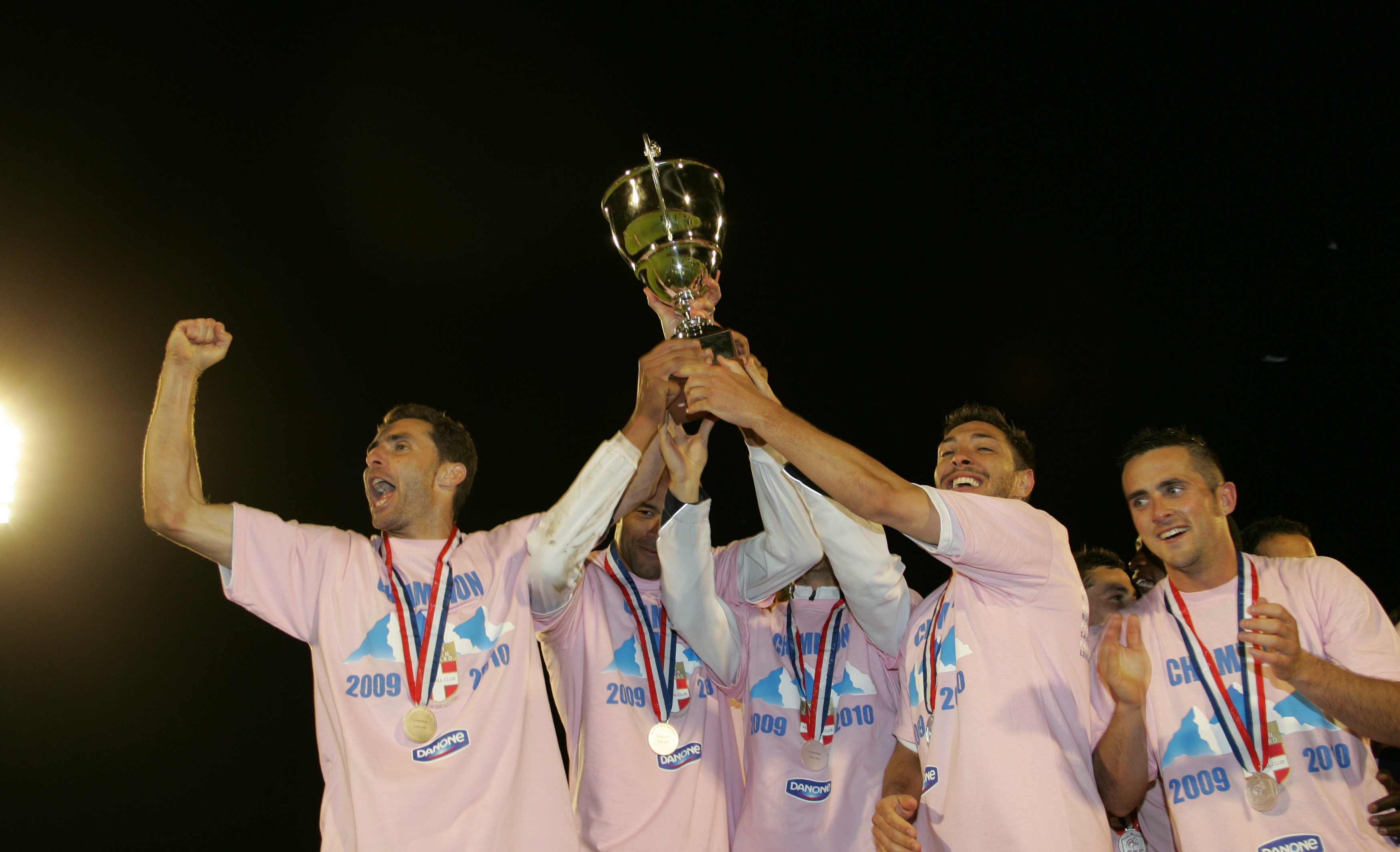
Campió de National el 2010.

El club va néixer com a FC Gaillard el 1924 i es va fusionar amb el Ville-la-Grand el 2003, formant el Football Croix-de-Savoie 74. El 2007 el club va sofrir una nova fusió amb l'Olympique Thonon Chablais, que va resultar en el canvi definitiu de la seu del club, que va passar de Gaillard a de Thonon-les-Bains, esdevenint Évian Thonon Gaillard FC. L'any 2013 arribà a la final de la Coupe de France, essent derrotat pel Girondins de Bordeus.
En acabar la temporada 2015–16 a Ligue 2 fou descendit dues categories fins al Championnat de France Amateur (CFA). Finalment desaparegué. El 7 de desembre de 2016 es creà novament com a Thonon Evian Savoie Football Club.
L'any 2018 es fusionà amb Union Sportive Evian Lugrin FC per formar el club Thonon Evian FC. El 2019 es convertí en Thonon Évian Grand Genève Football Club.
Evolució del nom:
- 1924: FC Gaillard
- 3003: Football Croix-de-Savoie 74, fusió amb Ville-la-Grand
- 2007: Olympique Croix-de-Savoie 74, fusió amb Olympique Thonon Chablais
- 2009: Évian Thonon Gaillard Football Club
- 2016: Desaparció
- 2017: Thonon Évian Savoie Football Club
- 2018: Thonon Évian Football Club, fusió amb Union Sportive Evian Lugrin FC
- 2019: Thonon Évian Grand Genève Football Club

Pel que fa als colors, durant els anys en què fou conegut com Évian Thonon Gaillard vestí amb camisa rosa. Posteriorment adoptà el blau fort.

## Palmarès
- CFA:
  - 2004, 2008
- Championnat National:
  - 2010
- Ligue 2:
  - 2011